# Eloi Adjavon
Eloi Adjavon né le 11 février 1992 à Kpélé Tsiko est un triathlète togolais. Il représente le Togo aux Jeux olympiques d'été de 2024. Premier Togolais à participer à une épreuve de triathlon aux Jeux olympiques.

## Biographie
Eloi Adjavon originaire de Kpélé Tsiko dans la préfecture de Kpélé. Nageur depuis ses six ans, il a cependant commencé le triathlon à l'âge de 27 ans et se lance dans un projet d'abnégation important aussi bien physique que financier pour se qualifier pour le triathlon des Jeux olympiques d'été de 2024. Il participe à plusieurs épreuves de la Coupe d'Afrique de triathlon en 2021 et 2022. En 2023, il termine huitième aux championnats d'Afrique de triathlon sprint, organisés à Blue Bay, à l'île Maurice, et cinquième aux championnats d'Afrique de triathlon à Hurghada.
Il est sélectionné pour participer au triathlon aux Jeux olympiques d'été de 2024. Avant les Jeux olympiques, il est classé 166ᵉ au monde et huitième en Afrique.
Porte-drapeau du Togo, Il ne termine pas l'épreuve de triathlon aux Jeux olympiques d'été de 2024 à Paris, il est rattrapé d'un tour et disqualifié (LAP).
Eloi Adjavon a une licence en philosophie obtenue à l'université d'Utrecht aux Pays-Bas, ainsi qu'une licence en réalisation cinéma décrochée après trois années d'études à l'Université de Louvain-la-Neuve en Belgique,.